# Jedno zdraví

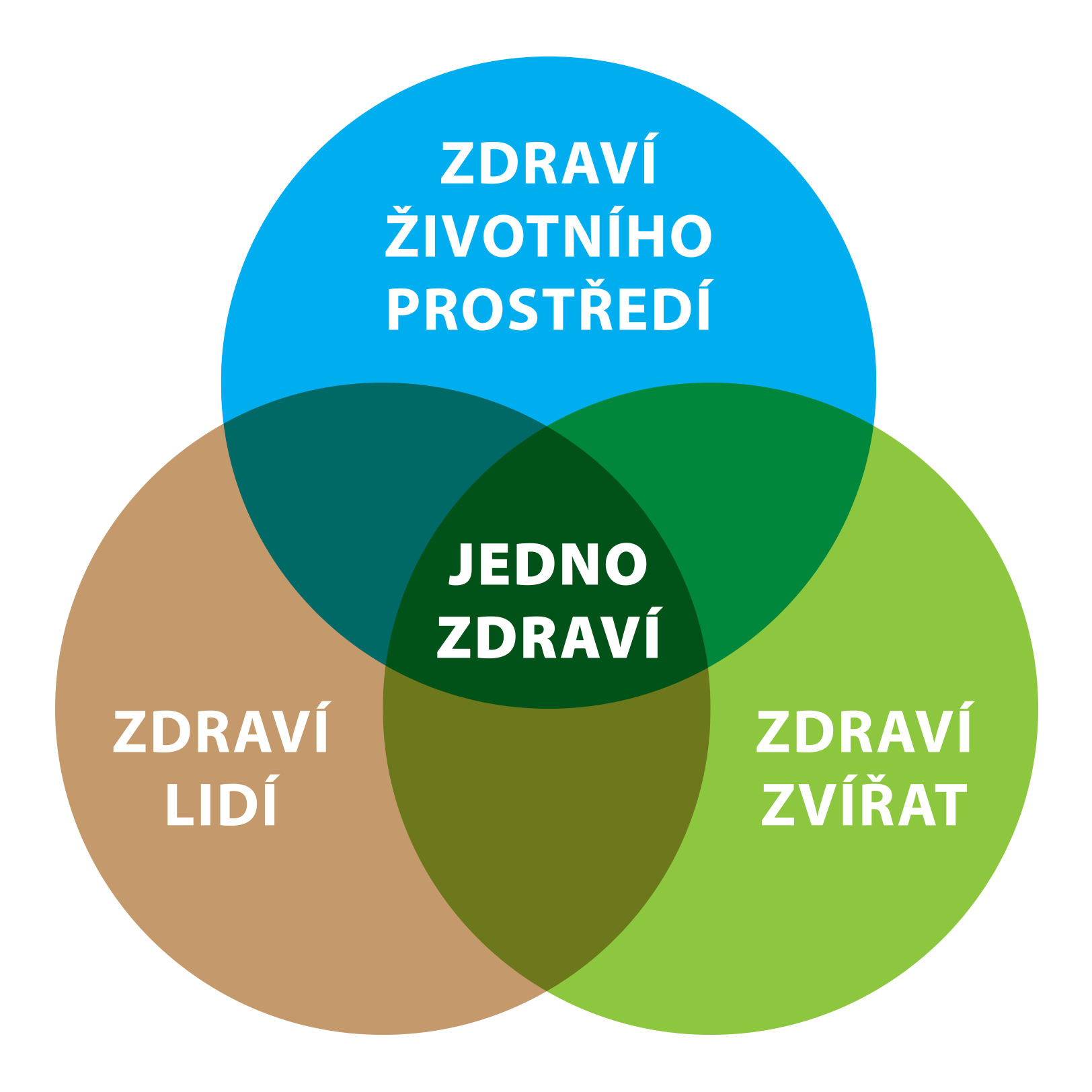
Lidé, zvířata a životní prostředí společně tvoří jednu triádu zdraví.

One Health (Jedno zdraví) je koncept mezinárodní interdisciplinární spolupráce pro dosažení optimálního zdraví člověka, zvířat a životního prostředí. Lidé, zvířata a životní prostředí společně tvoří jednu triádu zdraví. Společná triáda zdraví ukazuje, jak spolu zdraví lidí, zvířat a životního prostředí souvisí. Díky celosvětové spolupráci usnadňuje model Jedno zdraví rozvoj zdravotní péče ve 21. století. V případě, že je tento koncept správně nastaven a používán, může pomoci chránit a zachraňovat životy lidí, zvířat a životní prostředí pro současné i budoucí generace. Nezdravé životní prostředí či epidemie zoonóz souvisí s lidským zdravím a je třeba je řešit společně, což bude mít podle Světové banky i ekonomické výhody. Biologická bezpečnost je důležitá i pro EU.

## Historie
Počátky modelu Jedno zdraví nalezneme již v roce 1821, kdy Rudolf Virchow rozpoznává první vazby mezi nemocemi lidí a zvířat. Virchow pro tyto choroby vymyslel termín „zoonóza“. Hlavní vazbu, kterou Virchow objevil, byla Trichinella spiralis u prasat a lidí. Bylo to o více než století později, co byly myšlenky předložené Virchowem začleněny do společného modelu zdraví spojujícího lidské zdraví se zdravím zvířat.
V roce 1964 Dr. Calvin Schwabe, bývalý člen Světové zdravotnické organizace (WHO) a zakládající předseda Ústavu epidemiologie a preventivního lékařství na Veterinární škole University of California v Davisu, vyzval k vytvoření modelu „Jedno lékařství“ („One Medicine“), zdůrazňující potřebu spolupráce mezi lékaři a veterináři, jako prostředku pro kontrolu a prevenci šíření nemocí. V roce 2004 se objevil model Jedno zdraví s 12 Manhattanskými principy, kde lékaři a veterináři požadovali „Jedno zdraví, jeden svět, jedno lékařství“ ("One Health, One World, One Medicine").
Model Jedno zdraví získal v posledních letech pozornost, díky objevu mnohočetných propojení, která existují mezi chorobami zvířat a lidí. Nedávné odhady uvádějí zoonotické nemoci jako zdroj 60 % celkových lidských patogenů a 75 % nových lidských patogenů.

## Aplikace
Jednou z hlavních situací, kdy lze aplikovat model Jedno zdraví, je obezita psů a koček spojená s jejich vlastníky a jejich vlastní obezitou. Obezita není dobrá pro zvířata ani pro člověka. Obezita lidí a jejich mazlíčků může vést k mnoha zdravotním problémům, jako je diabetes mellitus, osteoartritida a mnoho dalších. Zoonotické choroby jsou další situací, na kterou lze aplikovat model Jedno zdraví – viz odstavec Zoonózy.

## Antibiotická rezistence
Antibiotická rezistence je v živočišném průmyslu a pro člověka vážný problém. Jedním z důvodů je to, že přírodní rezistory jsou přítomny v různých prostředích. Tyto environmentální rezistory fungují jako gen rezistence vůči antibiotikům. Existuje mnoho otázek a výzkumů, které je třeba dále provést, aby se zjistilo, zda tyto ekologické rezistory hrají velkou roli v odolnosti vůči antibiotikům, ke které dochází u lidí, zvířat a rostlin. V nedávno provedené studii se uvádí, že infekcím způsobeným patogeny rezistentními na léčiva podlehlo 700 000 lidí v jednom roce. Tato studie rovněž uvedla, že pokud tento problém nebude řešen, toto číslo se do roku 2050 zvýší na 10 milionů. Národní antimikrobiální monitorovací systém je systém používaný ke sledování antimikrobiální rezistence mezi bakteriemi izolovanými ze zvířat, která lidé konzumují. V roce 2013 zjistili, že asi 29 % krůt, 18 % prasat, 17 % hovězího masa a 9 % kuřat bylo rezistentních vůči více léčivům, což znamená, že měly rezistenci vůči 3 nebo více třídám antimikrobiálních látek. Tato rezistence u zvířat i lidí mezi nimi usnadňuje přenos zoonotických chorob a také usnadňuje přenos rezistence. Existuje mnoho možností, jak pomoci snížit množství zoonotických chorob přenášených mezi zvířaty a lidmi. Většina těchto možností se týká chovů nebo jatek zvířat.

## Zoonózy
Zoonóza nebo zoonotická onemocnění lze definovat jako infekční onemocnění, která lze přenášet mezi zvířaty a lidmi. Model Jedno zdraví hraje velkou roli při prevenci a kontrole zoonotických chorob. Přibližně 75 % nových a objevujících se infekčních chorob u lidí je definováno jako zoonotické. Zoonotické choroby se mohou šířit mnoha různými způsoby. Nejběžnější známé způsoby jejich šíření jsou prostřednictvím přímého kontaktu nebo nepřímého kontaktu, přenášeného vektorem a potravinami. Níže v (Tabulce 1) najdete seznam různých zoonotických chorob, jejich hlavních rezervoárů a způsobů přenosu.
Tabulka 1: Zoonózy
| Nemoc                                                                     | Hlavní rezervoáry                                            | Běžný způsob nákazy                               |
| Anthrax                                                                   | hospodářská zvířata, volně žijící zvířata, životní prostředí | přímý kontakt, požití                             |
| Chřipka                                                                   | zvířata, lidé                                                | přímý kontakt                                     |
| Ptačí chřipka (Avian influenza)                                           | drůbež, kachny                                               | přímý kontakt                                     |
| Tuberkulóza skotu (Bovine tuberculosis)                                   | skot, dojnice                                                | mléko                                             |
| Brucelóza (Brucellosis)                                                   | skot, kozy, ovce, prasata                                    | mléčné produkty, mléko                            |
| Bartonellóza (Cat scratch fever)                                          | kočky, klíšťata                                              | kousnutí, škrábnutí                               |
| COVID-19                                                                  | netopýři, luskouni                                           | přímý kontakt                                     |
| Cysticerkóza (Cysticercosis)                                              | prasata, ovce, kozy                                          | vajíčka tasemnice, maso, voda                     |
| Kryptosporidióza (Cryptosporidiosis)                                      | skot, ovce, psi a kočky                                      | voda, přímý kontakt                               |
| Enzootické zmetání[nedostupný zdroj] (Enzootic abortion)                  | hospodářská zvířata, ovce                                    | přímý kontakt, aerosol                            |
| Erysipeloid                                                               | prasata, ryby a životní prostředí                            | přímý kontakt                                     |
| Mykobakterióza (Fish tank granuloma)                                      | ryby                                                         | přímý kontakt, voda                               |
| Kampylobakterióza (Campylobacter)                                         | drůbež, hospodářská zvířata                                  | syrové maso, mléko                                |
| Salmonelóza (Salmonella)                                                  | drůbež, skot, ovce, prasata                                  | jídlo                                             |
| Giardióza (Giardiasis)                                                    | lidé, divoká zvěř                                            | voda, z člověka na člověka                        |
| Vozhřivka (Glanders)                                                      | koně, osli, muly                                             | přímý kontakt                                     |
| Hemolyticko-uremický syndrom                                              | přežvýkavci                                                  | přímý kontakt, jídlo                              |
| Hantavirus                                                                | hlodavci                                                     | aerosol                                           |
| Žloutenka E (Hepatitis E)                                                 | ještě není znám                                              | ještě není znám                                   |
| HIV                                                                       | opice                                                        | infikovaná krev                                   |
| Echinokokóza (Hydatid disease)                                            | psi, ovce                                                    | požití vajíček                                    |
| Leptospiróza (Leptospirosis)                                              | hlodavci, přežvýkavci                                        | infekční moč, voda                                |
| Listerióza (Listeriosis)                                                  | skot, ovce, půda                                             | mléčné a masné produkty                           |
| Encefalitida a Encefalomyelitida                                          | ovce, tetřevi                                                | přímý kontakt, kousnutí klíštěte                  |
| Lymská borelióza (Lyme disease)                                           | klíšťata, hlodavci, ovce, vysoká zvěř, malí savci            | kousnutí klíštěte                                 |
| Lymfocytární choriomeningitida (Lymphocytic choriomeningitis)             | hlodavci                                                     | přímý kontakt                                     |
| MERS                                                                      | velbloudi                                                    | přímý i nepřímý kontakt                           |
| Orf virus                                                                 | ovce                                                         | přímý kontakt                                     |
| Pasteurelózy (Pasteurellosis)                                             | kočky, psi a mnoho savců                                     | kousnutí/škrábnutí, přímý kontakt                 |
| Mor (Plague)                                                              | krysy, blechy, vši                                           | kousnutí blechou, vší                             |
| Psitakóza (Psittacosis)                                                   | ptáci, drůbež, kachny                                        | aerosol, přímý kontakt                            |
| Q horečka (Q fever)                                                       | skot, ovce, kozy, kočky                                      | aerosol, přímý kontakt, mléko                     |
| Vzteklina (Rabies)                                                        | psi, lišky, netopýři, kočky                                  | kousnutí                                          |
| Horečka z krysího kousnutí (Haverhill fever)                              | krysy                                                        | kousnutí/škrábnutí, mléko, voda                   |
| Horečka riftového údolí (Rift Valley fever)                               | skot, kozy, ovce                                             | přímý kontakt, kousnutí moskytem                  |
| Lišej kroužkový (Ringworm)                                                | kočky, psi, skot a mnoho dalších druhů zvířat                | přímý kontakt                                     |
| SARS                                                                      | netopýři, cibetky                                            | přímý kontakt, maso, aerosol                      |
| Streptokokové infekce (Streptococcus suis)                                | prasata                                                      | přímý kontakt, maso                               |
| Streptokokové infekce (Streptococcus zooepidemicus )                      | koně, skot                                                   | přímý kontakt, mléko                              |
| Prasečí chřipka (Swine influenza)                                         | prasata                                                      | přímý kontakt                                     |
| Klíšťová encefalitida (Tickborne encephalitis)                            | hlodavci, malí savci, hospodářská zvířata                    | kousnutí klíštěte, nepasterizované mléčné výrobky |
| Toxokaróza (Toxocariasis)                                                 | psi, kočky                                                   | přímý kontakt                                     |
| Toxoplazmóza (Toxoplasmosis)                                              | kočky, přežvýkavci                                           | konzumace oocysts, maso                           |
| Trichinelóza (Trichinellosis)                                             | prasata, divoká prasata                                      | vepřové maso, produkty z prasat                   |
| Tularémie (Tularemia)                                                     | králící, divoká zvířata, životní prostředí, klíšťata         | přímý kontakt, aerosol, klíště                    |
| Ebola, Krymsko-konžská hemoragická horečka, Horečka Lassa a Virus Marburg | hlodavci, klíšťata, hospodářská zvířata, primáti, netopýři   | přímý kontakt, klíště                             |
| Západonilská horečka (West Nile fever)                                    | volně žijící ptáci, moskyti                                  | kousnutí moskytem                                 |
| Zoonotické difterie (Zoonotic diphtheria)                                 | skot, hospodářská zvířata, psi                               | přímý kontakt, mléko                              |

## Snižování rizik
Rizika onemocnění snižuje správná hygiena, aktuální očkování a správné používání antibiotik u lidí i zvířat. Vzhledem k množství druhů zvířat vystupujících v roli rezervoárů pro různé infekce, je do určité míry zbytečné bojovat s těmito infekcemi u lidí, když zdroj nákazy zůstává. Řešením je co nejmenší kontakt lidí s přírodními ohnisky (divokými zvířaty) a redukce rezervoárů v podobě chovů a jatek hospodářských zvířat. Rostlinná strava může snížit počet zvířat v průmyslových velkochovech a omezit tak výskyt zoonotických patogenů.